# Cystopteris dickieana
Cystopteris dickieana, comúnmente conocido como helecho vesical de Dickie, es un helecho con una amplia distribución en el hemisferio norte . Existe un debate entre los botánicos sobre si se trata de una especie por derecho propio o una variante de C. fragilis .

## Distribución
C. dickieana es nativa de Canadá y los Estados Unidos, una variedad de países europeos que incluyen Rusia y también el norte de África y los Andes . Por lo general, se encuentra en hábitats montañosos debajo de la línea de árboles, aunque también crece en altitudes más bajas en lugares con veranos frescos.

## Descubrimiento y coleccionistas victorianos
El primer descubrimiento registrado de la planta fue realizado por William Knight, profesor de Filosofía Natural en Marischal College, Aberdeen en Escocia . Knight se encontró con una pequeña población que crecía en rocas ricas en bases en una cueva marina (conocida localmente como "yawn", bostezo ) en la costa de Kincardineshire . La primera publicación en registrarlo fue Flora Aberdonenis de 1838, que incluía una nota de su aparición escrita por un alumno de Knight, George Dickie. Dickie también envió un espécimen vivo a Robert Sim, un viverista de Kent, quien creía que se trataba de una nueva especie y publicó sus puntos de vista en la edición de 1848 del Gardener's and Farmer's Journal, nombrándolo C. dickieana .
Los helechos británicos más raros se vieron gravemente amenazados por los recolectores de helechos victorianos a mediados del siglo XIX en Escocia, un período de recolección que se conoció como Pteridomanía (o "fiebre del helecho"). En 1860, Dickie informó que la colonia original había sido extirpada de la cueva donde se había producido su descubrimiento original. La evidencia de esto es contradictoria, pero hoy hay una población de más de 100 plantas allí, donde crece en una fisura del techo en compañía de Athyrium filix-femina y Dryopteris dilatata .

## Controversia taxonómica
La clasificación taxonómica dentro del género Cystopteris es compleja. Un año después de la publicación de Sim, Thomas Moore declaró que su opinión era que, en general, el helecho de vejiga de Dickie era una variedad de C. fragilis . Se han publicado varias opiniones durante los años intermedios, con un consenso de que C. dickeana era una especie separada que surgió en la década de 1930, aunque investigaciones recientes sugieren que la precaución de Moore puede haber sido apropiada. C. dickeana tiene pinnas más anchas, menos divididas y más estrechamente espaciadas que C. fragilis y las esporas de la primera son típicamente arrugadas y rugosas en lugar de la forma espinosa de la última. Sin embargo, existen variaciones significativas dentro de las poblaciones de ambas formas y estas características no son fijas. Por otro lado, también hay evidencia de que los cruces de los dos tipos producen híbridos estériles. C. Xmontserratii (Prada & Salvo) Fraser-Jenkins es un híbrido propuesto entre C. dickeana y C. fragilis .
El tratamiento de Cystopteris en Flora of North America (1993) considera Cystopteris dickieana como sinónimo de Cystopteris fragilis .

## Conservación
En el Reino Unido, la población natural de helechos se limita por completo a Escocia, donde está protegida por la Ley de Vida Silvestre y Campo de 1981 . 